# Kobankulturen
Kobankulturen var en kulturgrupp i norra och centrala Kaukasus-området i nuvarande sydvästra Ryssland under yngre bronsåldern och tidig järnålder, cirka 1100-400 f.Kr. Den föregicks av Kolchiskulturen i västra Kaukasus. Den är uppkallad efter byn Koban i Nordossetien där stridsyxor, dolkar, utsmyckningsföremål och andra kvarlevor hittades i en kurgan år 1869. Fler fyndplatser upptäcktes senare i centrala Kaukasus. 
Kobankulturen var samtida med den centraleuropeiska Hallstattkulturen från yngre bronsåldern och äldre järnåldern (ca 900 - 500 f. Kr.), och har haft stor betydelse för det europeiska bronshantverket genom att den förmedlade djurmotiv, främst hjortmotiv. 